# Camille Sudre
Pour les articles homonymes, voir Sudre.
Camille Sudre, né le 25 mars 1948 à Royat (Puy-de-Dôme), est un homme politique français.

## Biographie

### Situation personnelle
Médecin de profession, il fait la connaissance en 1973, à Grenoble, de Margie Sudre, avec qui il s'installe à La Réunion en 1976 et qui deviendra son épouse onze ans plus tard.
Il fonde avec elle Radio Free Dom le 29 juin 1981, à Saint-Denis, puis lance en mars 1986 une chaîne de télévision du même nom qui a émis illégalement jusqu'en 1991. Cela lui vaut de nombreux démêlés avec la justice, durant lesquels il est défendu par l'avocat Jacques Vergès, frère de Paul Vergès, figure communiste de La Réunion. Après avoir refusé de rentrer dans la légalité, il est à l'origine des événements du Chaudron en février 1991, qui font suite à la saisie des émetteurs de cette télévision,.

### Parcours politique
Camille Sudre entre en politique en 1989 comme troisième adjoint au maire de Saint-Denis. 
Le 27 mars 1992, il succède à Pierre Lagourgue à la présidence du conseil régional de la Réunion, en promouvant l'égalité sociale avec la métropole. À 44 ans, il est le plus jeune président de cette institution. Son élection est cependant annulée par le Conseil d'État en mai 1993. Il reste en poste jusqu'au 25 juin, date à laquelle sa femme lui succède à la tête du conseil régional à la suite de nouvelles élections, tandis qu'il en devient premier vice-président. Margie Sudre s'éloigne rapidement de ses idées politiques pour se rapprocher de la droite.
Lors des élections législatives de 1993, il est battu dans la 5e circonscription de La Réunion par Jean-Paul Virapoullé (UDF). Il est brièvement maire par intérim de Saint-Denis en mars 1994, à la suite de la démission de Gilbert Annette. Réélu conseiller régional en 1998, 2004 et 2010, il demeure premier vice-président du conseil régional sous la présidence de Paul Vergès.
Il se fait ensuite plus discret, réduisant le nombre de ses apparitions publiques, sorties pendant lesquelles il est toujours vêtu d'un haut blanc. En 2023, il n'assiste pas aux festivités marquant le 40e anniversaire de la création du conseil régional de La Réunion, dont il a été président puis premier vice-président pendant dix-huit ans.